# Kałojan Baew
Kałojan Genow Baew (bg. Калоян Генов Баев; ur. 21 sierpnia 1972 w Warnie) – bułgarski zapaśnik walczący w stylu wolnym. Dwukrotny olimpijczyk. Zajął jedenaste miejsce w Barcelonie 1992 i trzynaste w Atlancie 1996. Walczył w kategorii 90 kg.
Czwarty na mistrzostwach Europy w 1992 i piąty w 1996. Mistrz świata juniorów z 1990 roku.
- Turniej w Barcelonie 1992

Przegrał obie walki, kolejno z Iraklisem Deskulidisem z Grecji i Puncagijnem Süchbatem z Mongolii.
- Turniej w Atlancie 1996

Zwyciężył Louisa Purcella z Samoa Amerykańskiego i przegrał z Eldarem Kurtanidze z Gruzji i Peterem Bacsą z Węgier.